# Rhyacophila brunnea
Rhyacophila brunnea är en nattsländeart som beskrevs av Banks 1911. Rhyacophila brunnea ingår i släktet Rhyacophila och familjen rovnattsländor. Inga underarter finns listade i Catalogue of Life.